# Bryum coloradense
Bryum coloradense là một loài rêu trong họ Bryaceae. Loài này được Kindb. mô tả khoa học đầu tiên năm 1909.